# الیس ایروینگ
الیس ایروینگ (انگلیسی: Ellis Irving؛ ۲ ژانویه ۱۹۰۲ – ۲۷ مارس ۱۹۸۳) بازیگر اهل استرالیا بود.
از فیلم‌هایی که وی در آن نقش داشته‌است، می‌توان به شاهین دریا، نه و چهل و پنج دقیقه، هر طور شما دوست دارید، مرد نامرئی بازمی‌گردد و خانه هفت شیروانی اشاره کرد.